# Anna Blaman
Johanna Petronella Vrugt, més coneguda pel nom de ploma Anna Blaman, (Rotterdam, 31 de gener de 1905 - Rotterdam, 13 de juliol de 1960) fou una escriptora i poeta neerlandesa.
Filla de Pieter Jacob Vrugt i Johanna Karolina Wessels, va néixer a Rotterdam. Va estudiar francès i va treballar en l'ensenyament d'aquest idioma en una escola secundària. Va viure la major part de la seva vida a la casa de la seva mare.
Va començar a publicar poemes en les revistes literàries Criterium i Helikon. El 1941, es va publicar la seva primera novel·la Vrouw en vriend, seguida de Eenzaam avontuur el 1948, De kruisvaarder el 1950 i dos llibres de contes, Ram Horna el 1951 i Overdag el 1957. La novel·la Op leven en dood es va publicar el 1954. Va rebre el Premi P. C. Hooft el 1956.
El pseudònim d'«Anna Blaman» tal vegada es derivés del nom de Alie Bosch, una infermera que va atendre a Vrugt per una malaltia de ronyó.
L'autora es va enamorar de Bosch; encara que aquesta es va anar a viure amb un professor de dansa, més tard es van tornar a reunir.
La seva última novel·la, De verliezers, es va publicar pòstumament el 1974.
Vrugt va morir a Rotterdam a l'edat de cinquanta-cinc anys d'una embòlia cerebral.
Com a figura pública era obertament homosexual, i amb la seva actitud va ajudar a obrir portes a les lesbianes neerlandeses.
La pel·lícula neerlandesa de l'any 1990 Spelen of sterven  es va basar en una de les seves obres.

## Publicació (en anglès)
- Anna Blaman: A matter of life and death Traduïda per Adrienne Dixon ; introducció per Egbert Krispyn. Nova York, Twayne, 1974. ISBN 0-8057-3441-4